# Juin 2020
Juin 2020 est le 6e mois de l'année 2020.

## Climat et environnement
Du 4 mai 2020 au 23 juin 2020, l'association Ocean Voyages Institute mène une expédition dans le continent de plastique, et y récupère 103 tonnes de déchets plastiques et les ramène à Hawaï pour recyclage, ce qui bat très largement le précédent record de repêche de déchets plastiques qui était de 48 tonnes (également détenu par l'association).
Juin 2020 est le mois de juin le plus chaud jamais enregistré, ex æquo avec celui de juin 2019, +0,53 °C au-dessus de la moyenne de la période 1981-2010. En Sibérie, la température est supérieure de 10 °C à la moyenne des mois de juin normaux, avec des températures parfois supérieures à 30 °C, dont un pic de 37 °C en Extrême-Orient russe et 38 °C à Verkhoïansk, ce qui est peut-être un record pour l'Arctique. Ces températures déclenchent des incendies plus nombreux et plus intenses que d'habitude en Sibérie, en Alaska et au Yukon, qui dégagent 59 mégatonnes de dioxyde de carbone dans l'atmosphère (contre 53 mégatonnes contre les incendies dans l'Arctique de 2019 qui étaient déjà exceptionnellement intenses). Selon une étude du World Weather Attribution publiée le 15 juillet, il n'y a quasiment aucune chance que les températures en Sibérie aient été supérieures de +5 °C par rapport à la normale et qu'une canicule aussi exceptionnelle ait pu se produire sans le dérèglement climatique provoqué par l'activité humaine - c'est-à-dire que les chances auraient été 600 fois inférieures sans le réchauffement climatique.

## Évènements
La pandémie de Covid-19 continue mais diminue partout dans le monde, sauf en Amérique. Cependant, à partir de la moitié du mois, un nouveau foyer de contamination réapparait à Pékin en Chine, et la pandémie s'aggrave tellement en Amérique du Sud (surtout au Brésil) qu'elle menace de déclencher une deuxième vague mondiale.
Poursuite des manifestations et émeutes aux États-Unis à Minneapolis et dans d'autres villes.
La Guerre de la drogue au Mexique est encore plus sanglante que d'habitude, et connaît une série intense d'attaques à l'échelle de villes entières, de tueries de masse, de massacres, et de dizaines d'incendies criminels, notamment dû à l'intensification des hostilités entre le Cartel de Jalisco Nouvelle Génération et le Cartel de Santa Rosa de Lima mais pas seulement.
- 1er juin :
  - dans l'ouest du Niger, une cinquantaine de djihadistes à moto attaquent un camp de réfugiés maliens à Intikane, provoquant 3 morts dont 2 Maliens (le président du Comité des réfugiés et le président du Comité de vigilance des réfugiés) et 1 Nigérien (le chef coutumier du groupement nomade de Tahoua), enlèvent un des gardiens du camp, pillent le magasin de vivres et sabotent le système de ravitaillement en eau potable et les antennes téléphoniques[5].
  - au Mexique, dans l'état de Colima, les corps de sept policiers qui avaient disparu en mai 2020 sont retrouvés dans une voiture abandonnée[6].
- 3 juin :
  - une opération des forces françaises de l'opération Barkhane au nord l'Adrar des Ifoghas au Mali près de la frontière avec l'Algérie aboutit à l'élimination d'Abdelmalek Droukdel, chef d'Al-Qaïda au Maghreb islamique et principal meneur djihadiste au Mali depuis la fin de l'opération Serval, de son lieutenant Toufik Chahib, chargé de la propagande d'AQMI, de plusieurs autres djihadistes et à la capture de l'un d'eux vivant[7] ;
  - l’état d’urgence est décrété en Russie à la suite du déversement de pétrole à Norilsk.
  - Au Mexique :
    - les 100 000 cas confirmés de covid-19 sont dépassés, avec 101 238 cas confirmés cumulés dont 16 829 cas actifs (des cas confirmés qui ont présenté des symptômes durant les 14 derniers jours)[8] ;
    - annonce dans Nature de la découverte du plus ancien site attribué aux Mayas, daté d'entre 1000 et 800 ans avant J.-C, proche de la frontière avec le Guatemala, télédétecté au laser dans la jungle grâce à un Lidar embarqué dans un avion, le site est nommé "complexe d'Aguada Fénix"[9],[10].
- 4 juin : à Ixtlahuacán de los Membrillos (agglomération de Guadalajara capitale de Jalisco, Mexique) une dizaine de policiers tirent dans les jambes et battent à mort un jeune, Giovanni López, car il ne portait pas de masque médical, ce qui déclenche des émeutes et l'attaque du palais du gouverneur à Guadalajara même, ainsi qu'un répression violente[11],[12] ; un mouvement JUSTICIA Para Giovanni, inspiré en partie par les événements aux États-Unis, est fondé par plusieurs célébrités mexicaines dans la soirée[13],[14] ; le lendemain, une autre manifestation à Guadalajara tourne à l'émeute[15], le Haut-Commissariat des Nations unies aux droits de l'homme condamne le meurtre de López[16], et 3 policiers soupçonnés d'y avoir participé sont arrêtés[17].
- Nuit du 4 au 5 juin 2020 : une embarcation de 53 migrants subsahariens fait naufrage au large des îles tunisiennes de Kerkennah, causant 52 morts et 1 disparu[18].
- 5 juin : 
  - élections législatives à Saint-Christophe-et-Niévès.
  - fin de la bataille de Tripoli en Libye ;
  - le premier ministre d'Éthiopie Abiy Ahmed décide de revoir les objectifs de son programme de reboisement « Héritage Vert » à la hausse, avec un objectif de 20 milliards d'arbres plantés en 4 ans[19].
- 8 juin : le président sortant du Burundi Pierre Nkurunziza décède brusquement, officiellement d'une attaque cardiaque, mais alors que son épouse Denise Bucumi Nkurunziza est hospitalisée au Kenya à cause du covid-19 et que Pierre Nkurunziza niait que la pandémie ait atteint le Burundi, un décès à cause du covid-19 est aussi soupçonné[20].
- 9 juin :
  - publication dans Antiquity de la carte de la ville romaine disparue de Falerii Novi, dans le Latium à une cinquantaine de kilomètres de Rome, entièrement cartographiée par une équipe des universités de Cambridge et de Gand avec un radar à pénétration de sol (GPR), qui révèle que cette ville était beaucoup moins structurée que les cités romaines de la même époque[21] ; il s'agit de la première fois qu'une ville entière est cartographiée avec cette technique, ce qui ouvre des nouvelles possibilités pour découvrir la structure d'autres villes antiques, comme celles de Milet (actuelle Turquie) ou de Cyrène (actuelle Libye)[22] ;
  - au Nigeria : 81 personnes sont massacrées à Felo, dans le district de Gubio au Nigéria, probablement par des membres de Boko Haram.
- 10 juin :
  - après 34 ans, la justice suédoise clôt l'enquête sur l'assassinat du premier ministre Olof Palme le 28 février 1986, sans avoir réussi à la résoudre[23] ;
  - La Jeune Fille triste attribuée à Banksy, volée derrière le Bataclan en janvier 2019, est découverte dans une ferme des Abruzzes en Italie[24] ;
  - publication de la description et de la datation par le CNRS et l'Université de Bordeaux d'une sculpture en os brûlé représentant un oiseau, retrouvée sur le site de Lingjing (province du Henan en Chine), désormais datée d'entre 13 000 et 13 800 ans, ce qui fait reculer de 8500 ans l'origine de la sculpture et des représentations d’animaux en Asie de l’Est et en fait la plus ancienne œuvre d'art chinoise connue[25].
- 13 juin :
- après que les cas de covid-19 sont repartis à la hausse au Chili et que des journalistes ont découvert que le ministère de la Santé transmettait des chiffres sous-évalués aux médias, démission du ministre de la Santé Jaime Manalich[26] ;
- le gouvernement de Somalie reconnaît Ahmed Madobe comme président de la région semi-autonome de Jubaland, mettant fin à la fois à la crise militaire entre les troupes du gouvernement central de Somalie et celles du Jubaland, et la crise diplomatiques entre les gouvernements de Somalie et du Kenya[27] ;
- en Chine, un camion-citerne explose accidentellement sur une autoroute proche de la ville de Wenling (Zhejiang) provoquant au moins 14 morts et 168 blessés[28].
- au Nigeria, l'État islamique en Afrique de l'Ouest (ISWAP) mène plusieurs attaques coordonnées dans le nord-est :
  - des djihadistes arrivent en pick-up et engagent un affrontement avec une milice d'autodéfense locale pro-gouvernement qui défendait le village de Goni Usmanti, et s'en prennent aux villageois qui essayent de fuir, provoquant 38 morts (32 civils et 6 miliciens)[29] ;
  - en repartant, les assaillants croisent un camion de commerçants et l'incendient, nombre de morts inconnus, 2 survivants[29] ;
  - des membres de l'ISWAP, peut-être les mêmes, attaquent la garnison de Monguno, à une soixantaine de kilomètres à l'est de Goni Usmanti, causant 15 morts (9 soldats, 1 milicien et 5 civils) et au moins 37 blessés parmi les habitants de la garnison, tandis que les militaires les repoussent, tuant 20 djihadistes dans les affrontements[29] ;
  - pendant ce temps, d'autres insurgés incendient plusieurs bâtiments et véhicules devant un centre de travailleurs humanitaires de l'ONU proche de la garnison, et dépose une bombe devant la porte, mais celle-ci n'explose pas[29].
- 14 juin : embuscade de Bouka Weré au Mali ;
- 15 juin : aux États-Unis, la Cour suprême statue que les personnes homosexuelles et transgenres sont protégées contre les discriminations en matière d'emploi en vertu du Civil Rights Act de 1964.
- 16 juin :
  - près de la frontière officielle, dans la zone sous administration indienne mais disputée de Ladakh, un accrochage entre les armées indienne et chinoise provoque 20 morts parmi les militaires indiens et un nombre inconnu de morts chez les soldats chinois, il s'agit de la première fois depuis 1975 que les deux pays s'affrontent directement et qu'il y a des tirs au-dessus de cette frontière[30] ;
  - pour signifier la fin de la situation d'apaisement entre les deux Corées, la Corée du Nord fait sauter son bureau de liaison avec la Corée du Sud de la ville de Kaesong, vide en raison de la pandémie de covid-19, l'état-major général de l'Armée populaire de Corée annonce qu'il travaille sur un « plan d'action » pour « transformer en forteresse la ligne de front »[31].
  - Xiang Junbo, ancien président de la Commission chinoise de réglementation des assurances, est condamné à 11 ans de prison et 1 500 000 ¥ d'amende par le tribunal intermédiaire de Changzhou. Il a été reconnu coupable d'avoir accepté 18 000 000 ¥ de pots-de-vin entre 2005 et 2017[32].
- 17 juin : l'orbiteur Trace Gas Orbiter détecte une lueur verte permanente dans l'atmosphère de Mars, y démontrant l'émission d'oxygène "vert", phénomène jusque-là observé uniquement dans l'atmosphère terrestre[33].
- 18 juin :
  - à la suite du décès de Pierre Nkurunziza durant son mandant, le général Évariste Ndayishimiye, vainqueur de l'élection présidentielle de mai, prête serment pour devenir le nouveau président du Burundi[34] ;
  - publication dans Science Advances, par une équipe internationale de chercheurs de l'Institut Max-Planck de science de l'histoire humaine (Allemagne), de l'Université Griffith (Australie) et du Département d'archéologie du gouvernement du Sri Lanka, de la datation de 130 pointes de flèches en os taillé récoltées entre 2009 et 2012 dans la grotte de Fa Hien Lena au Sri Lanka ; elles sont datées d'entre 45 000 et 48 000 ans, ces pointes constituent donc les plus anciennes preuves d’utilisation d’arc et de flèches en-dehors d'Afrique[35].
- 20 juin : une attaque au couteau à Reading (Angleterre) fait trois morts.
- 21 juin :
  - éclipse solaire annulaire visible en Afrique de l'Est, dans la péninsule arabique, au Pakistan, dans l'Himalaya, puis en Chine et à Taïwan ;
  - élections législatives en Serbie remportées par le Parti progressiste serbe du président Aleksandar Vučić.
- 22 juin :
  - une équipe de chercheurs chinois annonce dans Science avoir découvert, dans le sang de 10 patients qui ont guéri du covid-19, l'anticorps 4A8 efficace contre le coronavirus SARS-CoV-2, qui neutralise ce coronavirus en empêchant sa protéine Spike de fonctionner, alors que cette protéine est indispensable au virus pour infecter des cellules[36] ;
  - élection présidentielle aux Kiribati, Taneti Maamau est réélu.
- 23 juin :
  - fin de l'accord de Cotonou ;
  - élection présidentielle au Malawi remportée par Lazarus Chakwera ;
  - un séisme à Oaxaca au Mexique fait 10 morts[37];
  - la chambre basse du Parlement du Gabon votent la dépénalisation de l'homosexualité, ce qui autorise aux personnes homosexuelles de pouvoir l'assumer sans être inquiétées par la loi[38].
- 24 juin :
  - élections législatives en Mongolie remportées par le Parti du peuple mongol ;
  - La crue du Yangzi Jiang atteint un record datant de 1940. les eaux sont montées 5 mètres au-dessus du niveau habituel dans le Xian de Qijiang de la municipalité de Chongqing. Plus de 11 millions de personnes dans 24 provinces du sud de la Chine ont été affectées par ces inondations dues à de fortes pluies, 500 000 ont été évacuées, 9 300 bâtiments ont été détruits, le tout causant une perte économique de 24 milliards de yuans (3 milliards d’euros). Au moins 39 personnes sont mortes ou portées disparues[39].
- 25 juin - 1er juillet : Référendum constitutionnel russe de 2020
- 26 juin : attaque contre Omar García Harfuch au Mexique
- 27 juin :
  - Micheál Martin devient Premier ministre d'Irlande ;
  - élection présidentielle en Islande, Guðni Th. Jóhannesson est réélu.
- 28 juin :
  - élections municipales en France (2e tour) marqué par une forte progression des écologistes dans les grandes villes ;
  - élection présidentielle en Pologne.
- 29 juin :
  - élections législatives à Anguilla ;
  - en Éthiopie, le chanteur Hachalu Hundessa engagé contre la marginalisation des Oromos est assassiné ; dans un contexte où les tensions ethniques sont fortes en Éthiopie, cela provoque plusieurs jours d'affrontements sanglants inter-ethniques et contre les forces de l'ordre dans l’État d'Oromia et à Addis-Abeba, causant au moins 166 morts, 167 blessés graves et un millier d'arrestations au 4 juillet[40].
  - la Bourse de Karachi au Pakistan est attaquée par un commando des indépendantistes de l'Armée de Libération du Balouchistan, qui tue 4 gardes et policiers, avant que les 4 membres du commando soient eux-mêmes abattus par la police, dans un contexte où depuis novembre 2018 les indépendantistes Baloutches multiplient les attaques contre les infrastructures économiques pakistanaises et chinoises[41].
- 30 juin : 
  - le ministre slovène de l'Intérieur, Ales Hojs, démissionne et celui de l’Économie, Zdravko Počivalšek, est placé en détention dans le cadre d'une enquête policière sur des irrégularités présumées lors de l'acquisition d'équipements liés à la pandémie de covid-19[42].
  - la loi sur la sécurité nationale de Hong Kong a été promulguée par le Comité permanent de l'Assemblée nationale populaire chinoise, au lieu du Conseil législatif de Hong Kong[43].